# Comuna Romașkove, Seredîna-Buda
Romașkove (în ucraineană Ромашкове) este o comună în raionul Seredîna-Buda, regiunea Sumî, Ucraina, formată din satele Demcenkove, Lisova Poleana și Romașkove (reședința).

## Demografie
Componența lingvistică a comunei Romașkove
     Rusă (97,57%)
     Ucraineană (2,43%)
Conform recensământului din 2001, majoritatea populației comunei Romașkove era vorbitoare de rusă (97,57%), existând în minoritate și vorbitori de ucraineană (2,43%).